# Chica con un remo
Chica con un remo (en ruso: Де́вушка с весло́м) es el nombre común de varias esculturas realizadas en diferentes épocas por los escultores Iván Shadr y Romuald Lodko. Sin embargo, más tarde este nombre se convirtió en un nombre familiar y comenzó a usarse para referirse a todas las estatuas similares, que comenzaron a aparecer en multitud de parques de ocio y cultura por toda la URSS.

## Historia

### Estatua de Iván Shadr
En 1934, al arquitecto Aleksander Vlasov, quien en ese momento se dedicaba a la reconstrucción del Parque de la Cultura y Ocio Gorki en Moscú, se le ocurrió la idea de instalar una estatua dominante en forma de figura femenina en una piscina con fuentes, que proyectó siguiendo el eje central del Gran Parterre del parque. Dado que Vlasov ya había aprovechado la idea del escultor Iván Shadr para montar muchos moldes de esculturas clásicas de los almacenes del Museo Estatal de Bellas Artes en el parque, el arquitecto se dirigió a él con una petición para que construyera la escultura principal del parque. La idea de una escultura, una figura femenina desnuda, un símbolo de emancipación e igualdad de derechos para mujeres y hombres en la URSS, fue apoyada por la administración del parque encabezada por Betty Glan.
En el mismo año, Shadr comenzó a trabajar en la escultura «Chica con remo». Según varias fuentes, la modelo principal del escultor fue Vera Voloshina, quien en esa época era estudiante del Instituto de Educación Física de Moscú. Según otra versión, Nina Jomenkova fue la modelo. La escultura representaba a una deportista desnuda de cuerpo entero con un remo en la mano derecha. La figura femenina se distinguía por una poderosa plasticidad de formas y dinámicas en el giro del torso y la cabeza; la forma de la cabeza estaba claramente delineada, el cabello estaba muy apretado y retorcido en dos «cuernos», la frente y la parte posterior de la cabeza estaban completamente despejadas. Shadr determinó la altura de la escultura en 12 metros, junto con el pedestal de bronce, en función de sus relaciones de escala con el área de la fuente y los callejones del parque que conducen a ella. La escultura se instaló en el centro de la fuente de la avenida principal del parque en 1935.
Sin embargo, el comité de selección criticó la obra de Shadr, por su excesiva altura. También recibió muchas críticas de las autoridades soviéticas de la época porqué la consideraban excesivamente erótica. Así el periódico moscovita «Vechernyaya Moskva» publicó un demoledor artículo en el criticaba duramente la estatua: «Estamos presenciando la especulación de imágenes eróticas vulgares. El remo aquí pierde su significado cotidiano y se convierte en un símbolo fálico». Además, según el citado artículo la estatua situada en la fuente, «simula arrojar agua como una erupción de semen».
Debido a las críticas, seis meses después de su inauguración, la escultura fue trasladada al parque de cultura y ocio en Voroshilovgrad (actual Lugansk). Una copia mucho más pequeña se conserva en la Galería Tretiakov. A finales de la década de 1950, ante la insistencia de la esposa del escultor, la estatua de yeso de Shadr fue transferida a bronce.
En el verano de 1936, Shadr creó una nueva escultura más reducida de tamaño, de ocho metros de altura fabricada en hormigón teñido. En este caso la modelo para la estatua fue la gimnasta Zoya Dmitrievna Bedrinskaya (Belorucheva). El escultor cambió su peinado, se volvió más libre y menos sexy, le redujeron los músculos de los brazos y se le agrandaron los senos, las proporciones de la figura se alargaron verticalmente, la silueta se volvió más delgada y romántica. La escultura fue instalada en el centro de la fuente sobre una columna acanaladura, alrededor de la cual batían chorros de agua, creando una especie de velo alrededor de la estatua. No muy lejos de la escultura central del parque, había una escultura de Elena Alexandrovna Janson-Manizer llamada The Shot Thrower y una copia de la escultura de Mirón Discóbolo, que también representaba a atletas desnudos. Esta nueva estatua fue destruida durante un bombardeo alemán durante la Segunda Guerra Mundial.
En un artículo sobre la exposición de 1937, uno de los revisores señaló:

La nueva versión mostrada de la "Chica con un remo" de Shadr es, sin duda, más exitosa que la anterior, aunque Shadr no ha sobrevivido a los momentos de poses conocidas, frialdad en la interpretación de la forma.

### Estatua de Romuald Iodko

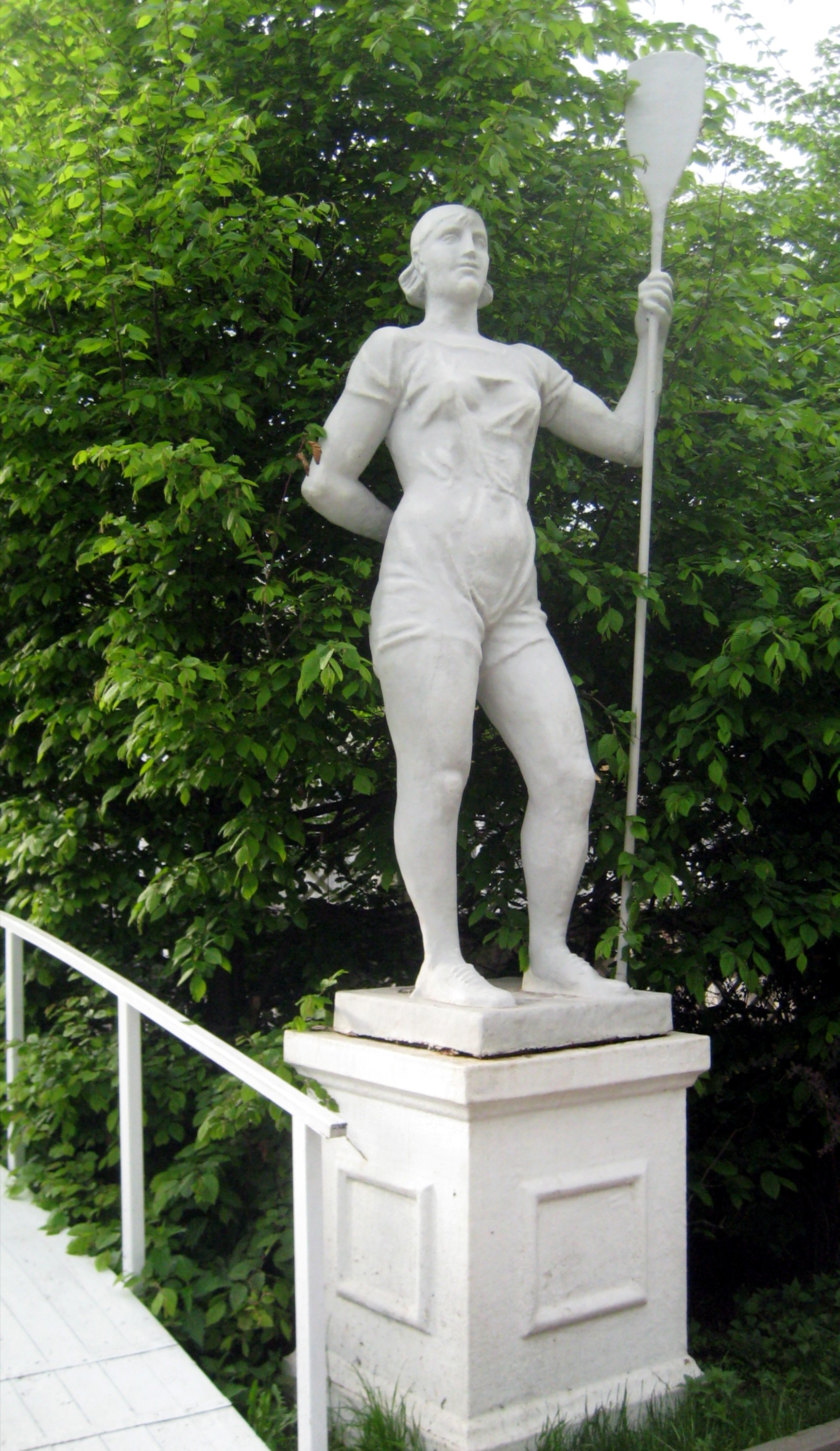

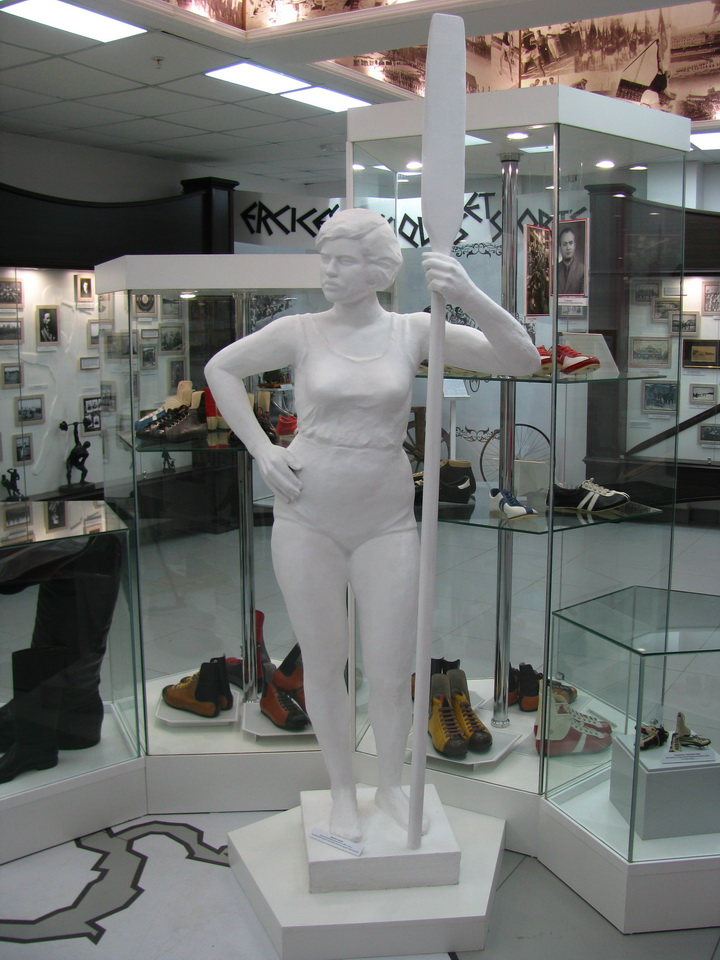
Chica con un remo: una replíca de la estatua de Lodko (que una vez estuvo en el terraplén del estanque de la ciudad en Sverdlovsk) en la exposición del Museo del Deporte en el Estadio Central

Se cree erróneamente que las esculturas de Ivan Shadr sirvieron como prototipos para la creación de copias de yeso baratas, que se instalaron masivamente en parques en casi toda la URSS. De hecho, se basaron en la obra del escultor Romuald Lodko del mismo nombre, realizada por él para el parque del estadio acuático Dinamo en 1936. La escultura tenía 2,5 m de altura, realizada en yeso. A diferencia de la «Chica» de Shadrov, la escultura de Lodko estaba vestida con un traje de baño y sostiene un remo en la mano izquierda.
Un año antes, en 1935, Romuald Lodko completó la escultura «Mujer con remo» para la fuente. Inicialmente, se instaló en el estadio «Электрик» (antecesor del estadio Lokomotiv) de Moscú en el barrio de Cherkizovo. La estatua representa la figura de una mujer que descansa sobre su pierna izquierda, su pierna derecha está colocada sobre un soporte cúbico, su rodilla está fuertemente flexionada hacia adelante. Con su mano derecha, la mujer se apoya en el remo, su mano izquierda se baja y toca el muslo; Lleva pantalones cortos y una camiseta. Esta escultura sirvió como prototipo para muchas otras estatuas que adornarían multitud de parques y estadios por toda la URSS.
Sin embargo, la mayoría de estas nuevas copias y versiones, eran de una menor calidad artística. Las imágenes se distinguen por la pesadez y la falta de feminidad. La idea original de Shadr y Lodko no fue respetada en estas nuevas versiones. Con el tiempo, «Chica con un remo» se convirtió en un símbolo de mal gusto y vulgaridad. Una figura exageradamente atlética, con una expresión facial ausente y con un enfoque excesivamenet formal.

## Actualidad
En 2011, se instaló una nueva versión de «Chica con un remo» en el Parque Gorki de Moscú, en este caso es una copia de la estatua original de Iván Shadr. Gracias a que, se conserva una versión más pequeña hecha de yeso, que fue convertida en bronce en la década de 1950 y ahora se encuentra en la Galería Tretiakov, se pudo utilizar como modelo para la reconstrucción de la estatua original de Shadr.
El 3 de septiembre de 2011, se instaló la escultura en el Parque Central de la Cultura y el Ocio (Parque Gorki), como parte de la regata internacional Barco de Oro. Según el mensaje del representante del parque, la escultura se instaló el 1 de septiembre de 2011 y se inauguró el 3. El evento se programó para que coincidiera con el Día de la Ciudad.

## Biografía
- Bronovitskaya, Natalia N. (2015). Архитектура Москвы 1933—1941 гг. [Arquitectura de Moscú 1933-1941: Monumentos arquitectónicos de Moscú] (en ruso). ISBN 978-5-98051-121-0. OCLC 946473911.